# Phenylacetylchlorid
Phenylacetylchlorid ist eine organisch-chemische Verbindung aus der Gruppe der Carbonsäurechloride, konkret das Chlorid der Phenylessigsäure.

## Herstellung
Phenylacetylchlorid kann hergestellt werden, indem Phenylessigsäure mit Thionylchlorid umgesetzt wird.

## Reaktionen
Phenylacetylchlorid kann durch den Wilkinson-Katalysator (einen Rhodium-Komplex) zu Benzylchlorid decarbonyliert werden. Die Reaktion von Phenylacetylchlorid mit Triethylamin in Diethylether ergibt ein Keten, das zu einem Derivat des Cyclobutenons dimerisiert. Außerdem ist es Edukt in einer Synthese der Rodentizide Brodifacoum und Difethialon und Reagenz in einer Synthese des Fungizids Benalaxyl.
In Gegenwart einer Lewissäure kann Phenylacetylchlorid an Cyclohexen addiert werden, wobei ein Keton erhalten wird. Mit Zinn(IV)-chlorid bleibt die Doppelbindung des Cyclohexens erhalten, mit Aluminiumchlorid trägt das Produkt stattdessen eine Cylcohexylgruppe. Die Reaktion mit Ethylen in Gegenwart von Aluminiumchlorid führt zur Cyclisierung und ergibt 2-Tetralon.
Phenylacetylchlorid wurde auch verwendet, um Benzoylkationen herzustellen und zu untersuchen. Dazu wurde das Phenylacetylchlorid zusammen mit Antimon(V)-fluorid im Hochvakuum und bei sehr niedrigen Temperaturen (−173 °C) auf eine Kaliumbromid-Platte aufgebracht und dann photolysiert.